# Želva amboinská
Želva amboinská (Cuora amboinensis), též kuora východoasijská, je druhem rodu Cuora a patří mezi želvy sladkovodní.

## Popis
Je hnědě zbarvena, má žluté proužky na hlavě a krku. Karapax má hladký a klenutý se žlutým proužkem na jeho okraji. Plastron má barvu pastelově žlutou s černými a hnědými skvrnami, nevykrojený u ocasu. Končetiny má šedočerné. Na prstech má silné drápy. Samce i samici je nesnadné odlišit. Samci mají delší, tlustší ocas a samičky mají klenutější karapax. Je velká 20 – 25 cm (karapax).
Dokáže se celá uzavřít do krunýře. Někdy se vydá i daleko od vody. Velmi ráda se sluní. Není plachá, lze ji tedy zastihnout na vyčnívajících kamenech a kmenech. Žije asi 15 let. Je aktivní ve dne, k zimnímu spánku se neukládá.

## Potrava
Živí se hmyzem, bezobratlími živočichy, drobnými obratlovci, ale i rostlinami a spadenými plody. Potravu loví pod vodou i sbírá na souši. Mlaďata se živí téměř výhradně masem.

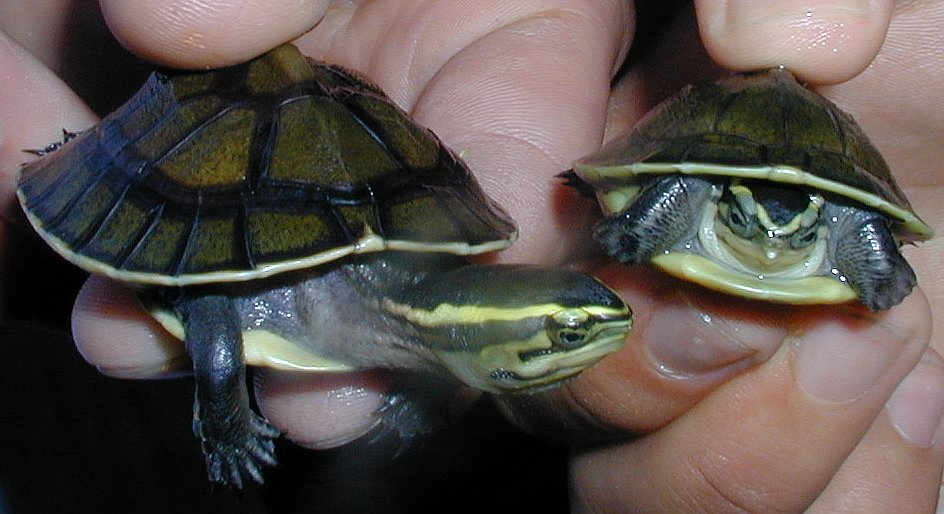
Mladé želvy poddruhu Cuora amboinensis kamaroma.

## Reprodukce
Pohlavní dospělosti samička dosahuje pátým až šestým rokem a samec v osmi letech. Před pářením potřebuje osmitýdenní klid. Po období klidu se páří. Při namlouvacím rituálu samec vyleze na samičku a zatlačí drápy na její hlavu. Samička svou hlavu zasune do krunýře a vystrčí svou zadní část. K páření dochází ve vodě. I při chovu v zajetí se dobře rozmnožují.
Samice klade vejce dvakrát až čtyřikrát za sezonu, v dubnu až červnu. Snáší 2 vejce o hmotnosti 15 - 20 g. Inkubační doba je asi 48 - 54 dnů. Mláďata váží 14 g a jsou velká asi 4 cm. Mláďata tráví ve vodě o hodně více času, než dospělé želvy.

## Výskyt
Obývá močály, tůně, zavlažovací kanály, jezera, řeky, mělké vody a vlhkou souš. Vyskytuje se v jihovýchodní Asii, od Indie po Barmu, v Bangladéši, Malajsii, Thajsku, na Filipínách, vysazena byla i na Floridě.
Patřila k nejběžnějším želvám v jihovýchodní Asii, ohrožuje ji však obchod s želvím masem, který ji tlačí na pokraj vyhubení.

## Chov v zoo
Tento druh želvy je chován ve více než 50 evropských zoo. Z toho v jedenácti německých zoo. V rámci Česka je želva amboinská chována v pěti zoo:
- Zoo Brno
- Zoo Olomouc
- Zoo Ostrava
- Zoo Praha
- Zoo Ústí nad Labem

### Chov v Zoo Praha
V Zoo Praha je tento druh chován v pavilonu Indonéská džungle. Podařilo se odchovat již několik mláďat, a to například v letech 2011, 2014, 2015. V roce 2017 se podařilo odchovat jedno mládě. Ke konci roku 2017 bylo chováno 14 jedinců. V roce 2018 se podařilo odchovat dvě mláďata. Na konci roku 2018 bylo chováno 15 jedinců. V březnu 2019 se vylíhlo další mládě a v květnu následovalo další. V červnu 2019 přišla na svět další tři mláďata. Mládě bylo zaznamenáno rovněž v březnu 2020 a dvě další v srpnu 2020.